# Strömmingsören
Strömmingsören is een van de eilanden van de Lule-archipel. Strömmingsören ligt ten noordoosten van Hindersön en heeft geen oeververbinding. Er is geen bebouwing.
De Lule-archipel ligt in het noorden van de Botnische Golf en hoort bij Zweden.